# Akkarfjord
Akkarfjord (nordsamiska: Áhkkárvuotna) är en ort i Hammerfests kommun i Finnmark fylke i norra Norge. Orten ligger vid fylkesväg 8024, på den östra delen av ön Sørøya. Orten saknar fast förbindelse. Den har färjeförbindelse med staden Hammerfest.